# Фу Йен (провинция)
Фу Йен (на виетнамски: Phú Yên) е виетнамска провинция разположена в регион Нам Чунг Бо. На север граничи с провинция Бин Дин, на югоизток с провинция Кхан Хоа, на югозапад с Дак Лак, на запад с Жиа Лай, а на изток с Южнокитайско море. Населението е 904 400 жители (по приблизителна оценка за юли 2017 г.).

## Административно деление
Провинция Фу Йен се състои от един самостоятелен град Туи Хоа и осем окръга:
- Донг Суан
- Сонг Кау
- Туи Ан
- Сон Хоа
- Фу Хоа
- Тай Хоа
- Донг Хоа
- Сонг Хин